# Antoni Zygmunt Helcel

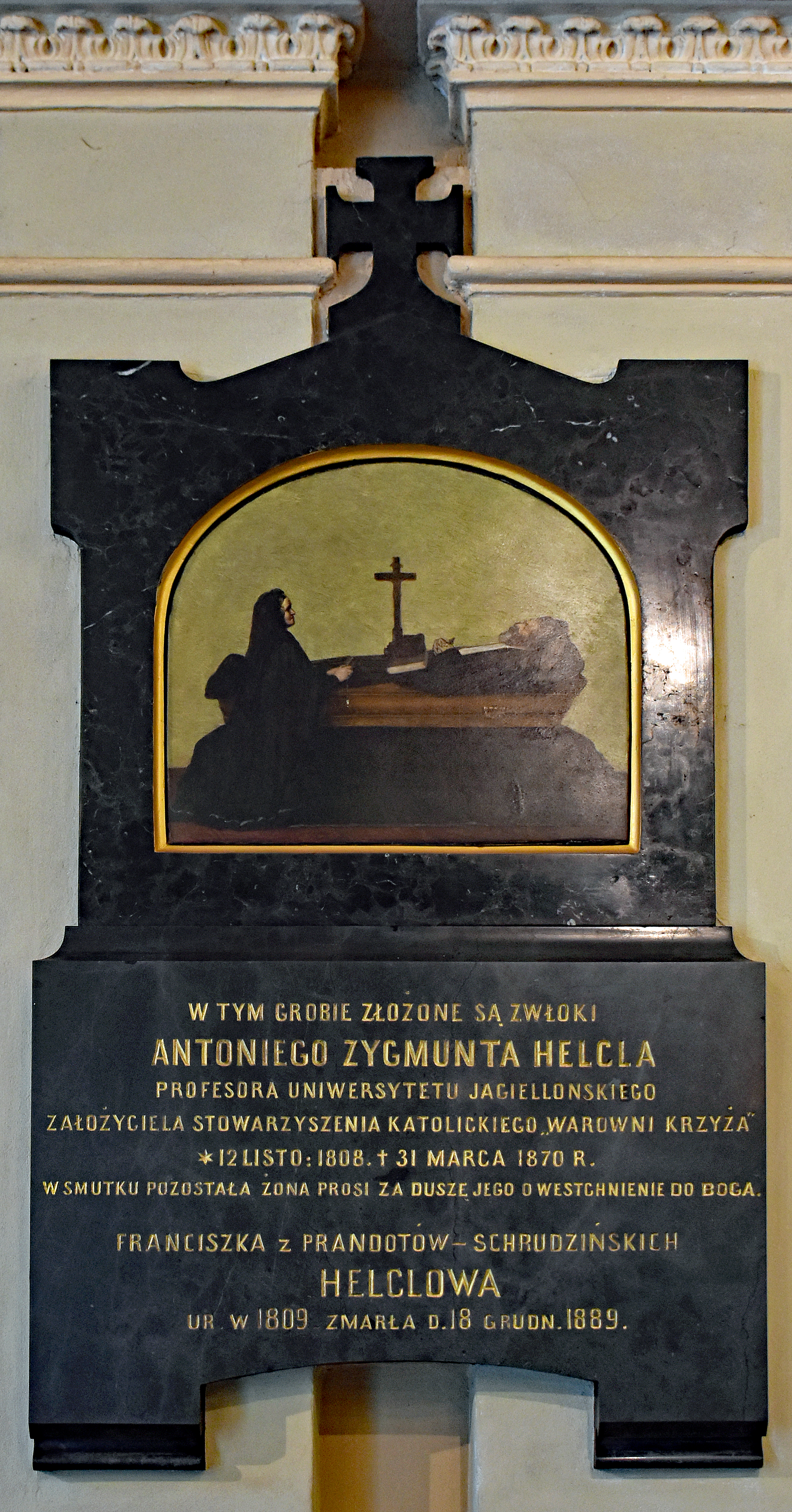
Epitafium Antoniego Zygmunta Helcla
Kaplica, cmentarz Rakowicki

Antoni Zygmunt Helcel (Hölzel von Sternstein) (ur. 2 listopada 1808 w Krakowie, zm. 31 marca 1870 tamże) – powstaniec listopadowy, polski historyk państwa i prawa, wydawca, polityk konserwatywny, poseł na Sejm Ustawodawczy w Kromieryżu, do Sejmu Krajowego Galicji i austriackiej Rady Państwa.

## Życiorys
Ukończył liceum św. Anny w Krakowie (1823). W latach 1823–1824 studiował na wydziale filozoficznym, a następnie prawo na Uniwersytecie Jagiellońskim, który ukończył otrzymując w 1828 doktorat praw za rozprawę De querela inofficiosi testamenti iuris Romani principia. Studia uzupełniał we Wrocławiu (1828-1829), Berlinie (1829), Heidelbergu (1830) i Paryżu (1830).
Brał udział w powstaniu listopadowym. Jako ochotnik wstąpił w styczniu 1831 w pułku jazdy poznańskiej. Najpierw jako szeregowiec, od 15 czerwca 1831 wachmistrz szwadronowy, a następnie od 2 października podporucznik.Uczestniczył m.in. w bitwie pod Wawrem (19–20 lutego 1831), Grochowem (25 lutego 1831) oraz w obronie Warszawy (6–7 września 1831).
Po powrocie do Krakowa pracował w latach 1832–1833 jako wykładowca historii prawa polskiego na UJ. Następnie od 1835 właściciel drukarni, a w latach 1836–1837 także założyciel redaktor czasopisma „Kwartalnik Naukowy”. Kwartalnik Naukowy (1835-1836), który w jego zamiarze miał być ogólnosłowiańskim pismem naukowym o europejskim poziomie – pismo istotnie miało wysoki poziom, lecz po krótkim czasie Helcel musiał je zamknąć z powodu problemów finansowych oraz kłopotów z cenzurą. Po sprzedaży drukarni właściciel w latach 1837–1845 majątku Górka Narodowa, koło Prądnika Białego.
Zaangażował się także w sprawy publiczne Rzeczypospolitej Krakowskiej. W latach 1837–1846 był członkiem Izby Reprezentantów (sejmu) wolnego miasta Krakowa. Występował m.in. w obronie Uniwersytetu Jagiellońskiego, któremu groziło rozwiązanie (1833, uczelnia została jednak zreformowana tak, że Helcel stracił możliwość kontynuowania tam kariery akademickiej), był współautorem adresu Zgromadzenia Reprezentantów do „dworów opiekuńczych” (1838), a jego salon był miejscem spotkań krakowskich konserwatystów. Podczas powstania krakowskiego w 1846 r. był członkiem Komitetu Bezpieczeństwa Publicznego, zwalczającym rewolucję. Następnie po powrocie do władzy Jana Tyssowskiego był sekretarzem w Ministerstwie Spraw Wewnętrznych. Jako przedstawiciel Rady Miejskiej prowadził pertraktacje z dowództwem austriackim o kapitulacji Krakowa.
Aktywny politycznie w okresie Wiosny Ludów. Członek Rady Miejskiej Krakowa. W kwietniu 1848 był uczestnikiem krakowskiej delegacji do Wiedniu protestującej przeciwko zbombardowaniu Krakowa przez armię austriacką. Organizator zjazdu polskiego we Wrocławiu (maj 1848) którego celem miało być powołanie rządu ogólnopolskiego. Wziął udział w Kongresie Słowiańskim w Pradze (wrzesień 1848) na którym poparł ideę konfederacji Słowian w ramach monarchii habsburskiej. Poseł do Sejmu Konstytucyjnego w Wiedniu i Kromieryżu (29 listopada 1848 – 7 marca 1849), wybrany w wyborach uzupełniających po rezygnacji Józefa Krzyżanowskiego w okręgu wyborczym Kraków 3. W parlamencie należał do „Stowarzyszenia” skupiającego demokratycznych posłów polskich, a następnie obok Jerzego Lubomirskiego i Adama Potockiego, jeden z liderów polskich posłów konserwatywnych.
W 1848, po zmianach wywołanych Wiosną Ludów Helcel został wykładowcą (wkrótce potem profesorem) Uniwersytetu Jagiellońskiego. Został z niego jednak usunięty na przełomie 1852 i 1853 wraz z Wincentym Polem, Józafatem Zielonackim i Antonim Małeckim w ramach akcji germanizacyjnej prowadzonej przez rząd Bacha. Po usunięciu z uczelni gospodarował w latach 1853–1856 w zakupionym przez siebie majątku Gołcza pod Miechowem w zaborze rosyjskim. Po powrocie do Krakowa był przewodniczącym Oddziału Nauk Moralnych (1857-1859) potem Komisji Historycznej (1858-1866) Towarzystwa Naukowego Krakowskiego. W 1860-1870 był członkiem honorowym Poznańskiego Towarzystwa Przyjaciół Nauk.
Uczestniczył także w życiu politycznym Galicji, działając wśród konserwatystów krakowskich, m.in. będąc autorem adresu ziemiaństwa galicyjskiego do tronu wystosowanego w 1861. Poseł do galicyjskiego Sejmu Krajowego I kadencji (15–26 kwietnia 1861) wybrany z kurii III w okręgu krakowskim, po jego rezygnacji w 1862 – mandat objął po wyborach uzupełniających Ignacy Lipczyński. Był także deputowanym do austriackiej Rady Państwa (11 maja 1861 – 4 listopada 1861), wybranym z kurii IV jako delegat z grona posłów miasta Krakowa i Białej. W parlamencie austriackim był członkiem frakcji konserwatywnej Koła Polskiego w Wiedniu. Z obu mandatów zrezygnował z uwagi na zły stan zdrowia. W 1869 w związku z atakami na Kościół po sprawie Barbary Ubryk założył klerykalne stowarzyszenie Warownia Krzyża.
Pochowany został w ufundowanej przez swego brata Ludwika kaplicy Zmartwychwstania Pańskiego na cmentarzu Rakowickim w Krakowie.

## Dorobek naukowy
Mimo iż przez większość życia pozbawiony był możliwości pracy akademickiej, prowadził w dużej mierze samodzielnie aktywną pracę naukową, koncentrując się na historii prawa. Jako pierwszy polski badacz wskazał księgi sądowe jako źródło do badań nad historią Polski. Był zarówno autorem własnych licznych prac historyczno-prawnych i historycznych, jak i wydawcą źródeł.
Wydawnictwa źródłowe opracowane lub współopracowane przez Helcla:
- Starodawne prawa polskiego pomniki (...) (tom I–II, 1856–1870; wersje elektroniczne: ebuw.uw.edu.pl, ebuw.uw.edu.pl) w tym Księga elbląska
- Codex diplomaticus Poloniae (...) – współpraca (tom I–IV, 1847–1887; wersje elektroniczne: ebuw.uw.edu.pl ebuw.uw.edu.pl ebuw.uw.edu.pl ebuw.uw.edu.pl   ebuw.uw.edu.pl)

Główne prace z zakresu historii prawa:
- Rys postępów prawodawstwa karnego ze szczególnym względem na nowszej w téj mierze usiłowania (Kraków 1837, wersja elektroniczna: https://archive.ph/20130504003547/http://www.polona.pl/dlibra/doccontent2?id=2488 polona.pl]),
- Historyczno krytyczny wywód tak zwanego Wiślickiego prawodawstwa Kazimiérza Wielkiego (Warszawa 1856, zawarta w I tomie opracowanych przez Helcla i wymienionych wyżej Starodawnych prawa polskiego pomników (...)”),
- Dawne prawo prywatne polskie (Kraków 1874, wersja elektroniczna: ).

Prace historyczne:
- O klasztorze jędrzejowskim i będącym tam nagrobku Pakosława kasztelana krakowskiego (Kraków 1852, wersja elektroniczna: )
- O dwukrotnem zamęzciu xiężniczki Ludwiki Karoliny Radziwiłłównej i wynikłych ztąd w Polsce zamieszkach: przyczynek do dziejów panowania Jana III (Kraków 1857, wersja elektroniczna: )
- List otwarty do Augusta Bielowskiego o najdawniejszych znanych nadaniach klasztoru Benedyktynów w Mogilnie (Lwów 1865, wersja elektroniczna: ).

## Rodzina i życie prywatne
Urodził się w spolonizowanej rodzinie niemieckiej, przybyłej do Polski z okolic Salzburga pod koniec XVIII wieku. Był najstarszym synem kupca krakowskiego, Antoniego Hölzela (ok. 1780-1854) i Józefy z Sonntagów (1788-1831). Jego braćmi byli: ziemianin w Miechowskim Józef (1812-?) oraz wiceprezydent Krakowa i bankier Ludwik Edward (1810-1872); siostrami: Anna Brygida (1817-?), żona ziemianina z Miechowskiego Władysława Bielskiego oraz Julia (1827-1893) żona Cezarego Hallera (1822-1915). 1 sierpnia 1832 r. poślubił Franciszkę z Prandotów-Schrudzińskich (1809-1889).

## Literatura
- Zbigniew Jabłoński, Helcel Antoni Zygmunt (1808-1870), Polski Słownik Biograficzny, t. 9, Wrocław-Warszawa-Kraków 1960-1961, s. 354–357
- Helcel, Antoni Zygmunt (1808-1870), Rechtshistoriker und Politiker, Österreichisches Biographisches Lexikon 1815-1950, Bd. 2 (Lfg. 8, 1958), S. 254–255 wersja elektroniczna – ÖBL
- Robert Bielecki, Słownik biograficzny oficerów powstania listopadowego, t. 1, Warszawa 1995, s. 262
- Zygmunt Ludwik Dębicki, Antoni Zygmunt Helcel. Życiorys, Kraków 1970, wersja elektroniczna
- Wacław Aleksander Maciejowski, Antoni Zygmunt Helcel jako prawnik-historyk, Kraków 1876, s. 1–7 wersja elektroniczna
- Janina Bieniarzówna, Jan M. Małecki, Dzieje Krakowa, t. 3: Kraków w latach 1796–1918, Kraków 1994.
- Helcel Antoni Zygmunt, [w:] Encyklopedia Krakowa, Kraków – Warszawa 2000, s. 282.